# Вилле, Клара фон
Клара фон Вилле (урождённая Клара Мария Александра фон Бётхер; нем. Clara von Wille; 31 января 1838, Дюссельдорф — 15 марта 1883, там же) — немецкая художница-анималист, представитель Дюссельдорфской школы живописи.

## Жизнь и творчество
Родилась в аристократической семье, отцом её был гусарский майор прусской армии Карл Фридрих фон Бётхер, мать принадлежала к дворянской фамилии фон Бургенхаген. Младшая из четырёх дочерей. 31 мая 1859 года Клара выходит замуж в Рюдесгейме за выходца из Касселя, художника-пейзажиста Августа фон Вилле. В 1859—1862 годах молодая семья живёт в Веймаре, затем переезжает в Дюссельдорф. В 1860 году у них рождаются двое сыновей, один из которых, Фриц фон Вилле, становится позднее также известным художником-пейзажистом. 
В Дюссельдорфе Клара фон Вилле изучает живопись под руководством таких художников, как Карл Фердинанд Зон и Людвиг Кнаус. У французской художницы Розы Бонёр она берёт уроки рисунка животных. В 1856 году Клара фон Вилле впервые выставляет свою картину, «Отдыхающие охотничьи собаки», на экспозиции Художественного союза Рейнланд-Вестфалии 1856—1857 в Дюссельдорфе. После этого «звериные» работы Клары фон Вилле неоднократно выставляются в художественных галереях и выставочных залах Дюссельдорфа, а также пользуются хорошим спросом и у коллекционеров. На проходившей в Бреслау (Силезия) художественной выставке 1871 года были представлены четыре полотна работы Клары фон Вилле. Художница специализировалась на изображениях малого формата — домашних животных, живущих среди людей. Репродукции полотен на темы из их жизни выходили также как иллюстрации в популярных журналах, как графические работы и т.п.

## Галерея
- Собачья семья у миски с едой перед хижиной, 1880.
- Неожиданная встреча (Лягушка), 1881.
- Одинокий сторожевой пёс, 1882.

## Избранные полотна
- Невоспитанные щенки, 1868.
- Собачья семья у миски с едой перед хижиной, 1871.
- Кормёжка, 1882.
- После охоты, 1865.
- Выезд на охоту, 1880.
- Собачий портрет, ульмский дог.
- Играющие лисята.